# 崔敞
崔敞（？—？），字公世，清河郡东武城县（今河北省衡水市故城县）人，镇西将军、泰州刺史、齐郡惠公崔衡长子，北魏官员。

## 生平
崔敞在父亲死后继承了齐郡公的爵位，依例降为侯爵，从谒者仆射外任平原相。崔敞性格急躁不能忍受委屈，和刺史杨椿互相上奏列举罪状，崔敞被定罪免官。魏宣武帝元恪初年，崔敞出任钜鹿郡太守。崔敞弟弟崔朏叛逆时，崔敞被黄木军主韩文殊藏匿。崔敞全家都被查抄没收，只有崔敞的夫人李氏因为是公主的外甥女，自带的田宅和奴婢二百多人得以豁免。正光年间，北魏普遍解除禁锢，崔敞恢复爵位齐郡侯，出任龙骧将军、中散大夫。孝昌年间，崔敞出任赵郡太守，在任内去世。

## 家庭

### 兄弟
- 崔鍾，北魏征北将军、金紫光禄大夫、冀州大中正
- 崔朏，北魏京兆王元愉录事参军

### 子女
- 崔子积